# Campionati oceaniani di atletica leggera 2022
I XVIII campionati oceaniani di atletica leggera si sono svolti a Mackay, in Australia, dal 7 all'11 giugno 2022 presso il Mackay Aquatic and Recreation Complex. Gli atleti hanno gareggiato in 46 specialità, 23 maschili, 23 femminili.
Durante la manifestazione sono stati assegnati, in gare separate, anche i titoli under 18, under 20 e si sono svolte alcune gare di atletica leggera paralimpica.

## Nazioni partecipanti
Hanno preso parte a questi campionati 17 nazioni e una squadra regionale dell'Australia che ha gareggiato indipendentemente rispetto alla nazionale di appartenenza (fuori classifica).
- Australia
  - / Australia settentrionale
- Figi
- Guam
- Isole Cook
- Isole Marianne Settentrionali
- Isole Salomone
- Kiribati
- Micronesia

- Nauru
- Nuova Zelanda
- Palau
- Papua Nuova Guinea
- Polinesia francese
- Samoa
- Samoa Americane
- Tonga
- Vanuatu

## Risultati

### Uomini
| Specialità | Oro                                                                 | Prestazione | Argento                                                                 | Prestazione            | Bronzo                                                               | Prestazione            |
| Corse piane |                                                                     |             |                                                                         |                        |                                                                      |                        |
| 100 m | Jake Doran                                                          | 10"19       | Edward Osei-Nketia                                                      | 10"23                  | Joshua Azzopardi                                                     | 10"27                  |
| 200 m | Aidan Murphy                                                        | 20"76       | Calab Law                                                               | 20"90                  | Jake Doran                                                           | 20"91                  |
| 400 m | Alex Beck                                                           | 46"71       | Liam Webb                                                               | 47"50                  | Ian Halpin                                                           | 48"73                  |
| 800 m | Brad Mathas                                                         | 1'53"60     | Michael Dawson                                                          | 1'55"37                | Adolf Kauba                                                          | 1'56"94                |
| 1 500 m | Samuel Tanner                                                       | 3'42"56     | Mick Stanovsek                                                          | 3'45"98                | Matthew Taylor                                                       | 3'50"18                |
| 5 000 m | Sam Mcentee                                                         | 13'46"39    | Jack Bruce                                                              | 13'57"65               | Yeshnil Karan                                                        | 15'26"45               |
| 10 000 m | Tim Vincent                                                         | 29'49"66    | Siune Kagl                                                              | 32'44"08               | Simon Charley                                                        | 35'55"78               |
| Marcia 5 000 m | Rhydian Cowley                                                      | 19'57"43    | Medaglie non assegnate                                                  | Medaglie non assegnate | Medaglie non assegnate                                               | Medaglie non assegnate |
| Marcia 10 000 m | Rhydian Cowley                                                      | 46'32"45    | Medaglie non assegnate                                                  | Medaglie non assegnate | Medaglie non assegnate                                               | Medaglie non assegnate |
| Corse a ostacoli |                                                                     |             |                                                                         |                        |                                                                      |                        |
| 110 m hs | Nicholas Hough                                                      | 13"43       | Nicholas Andrews                                                        | 13"62                  | Sam Hurwood                                                          | 13"70                  |
| 400 m hs | Conor Fry                                                           | 52"10       | Luke Major                                                              | 52"84                  | Daniel Baul                                                          | 53"10                  |
| 3 000 m siepi | Liam Cashin                                                         | 9'01"62     | Luke Graves                                                             | 9'15"35                | Aquila Turalom                                                       | 9'56"26                |
| Salti |                                                                     |             |                                                                         |                        |                                                                      |                        |
| Salto con l'asta | Dalton Di Medio                                                     | 5,10 m      | James Steyn                                                             | 5,10 m                 | Angus Armstrong                                                      | 5,10 m                 |
| Salto in alto | Hamish Kerr                                                         | 2,24 m      | Yual Reath                                                              | 2,21 m                 | Joel Baden                                                           | 2,15 m                 |
| Salto in lungo | Christopher Mitrevski                                               | 7,90 m      | Darcy Roper                                                             | 7,84 m                 | Karo Iga                                                             | 7,17 m                 |
| Salto triplo | Julian Konle                                                        | 16,21 m     | Ayo Ore                                                                 | 16,17 m                | Shemaiah James                                                       | 15,94 m                |
| Lanci |                                                                     |             |                                                                         |                        |                                                                      |                        |
| Getto del peso | Damien Birkinhead                                                   | 18,59 m     | Ryan Ballantyne                                                         | 18,42 m                | Nick Palmer                                                          | 18,21 m                |
| Lancio del disco | Connor Bell                                                         | 57,51 m     | Lachlan Page                                                            | 54,83 m                | Debono Paraka                                                        | 53,33 m                |
| Lancio del martello | Ned Weatherly                                                       | 69,09 m     | Anthony Nobilo                                                          | 67,29 m                | Timothy Heyes                                                        | 66,31 m                |
| Lancio del giavellotto | Cruz Hogan                                                          | 79,25 m     | Cameron McEntyre                                                        | 78,42 m                | Hamish Peacock                                                       | 74,91 m                |
| Prove multiple |                                                                     |             |                                                                         |                        |                                                                      |                        |
| Decathlon | Max Attwell                                                         | 7635 p.     | Alec Diamond                                                            | 7582 p.                | Christian Paynter                                                    | 7296 p.                |
| Staffette |                                                                     |             |                                                                         |                        |                                                                      |                        |
| 4×100 m | Figi Waisale Inoke Banuve Tabakaucoro Meli Ramuakalou Nikola Raiqeu | 41"46       | Papua Nuova Guinea Pais Wisil Terrence Talio Karo Iga Timothy Tuna      | 41"77                  | Isole Cook Edward Nga Piritau Nga Ulukalalaata Pasina Daniel Tolosa  | 47"24                  |
| 4×400 m | Australia "A" Conor Fry Ian Halpin Aidan Murphy Luke Major          | 3'11"14     | Australia "B" Cameron Searle Nic Donaldson Connor Diffey Callum Rorison | 3'11"47                | Papua Nuova Guinea Pais Wisil Adolf Kauba Terrence Talio Daniel Baul | 3'17"06                |
| record mondiale; record mondiale stagionale; record oceaniano; record dei campionati; record nazionale; record personale; record personale stagionale. |                                                                     |             |                                                                         |                        |                                                                      |                        |

### Donne
| Specialità | Oro                                                                | Prestazione | Argento                                                                        | Prestazione            | Bronzo                                                                     | Prestazione            |
| Corse piane |                                                                    |             |                                                                                |                        |                                                                            |                        |
| 100 m | Zoe Hobbs                                                          | 11"09       | Bree Masters                                                                   | 11"34                  | Ella Connolly                                                              | 11"53                  |
| 200 m | Georgia Hulls                                                      | 23"45       | Ella Connolly                                                                  | 23"82                  | Bree Masters                                                               | 23"87                  |
| 400 m | Rosie Elliott                                                      | 52"97       | Isabel Neal                                                                    | 53"47                  | Jessica Thornton                                                           | 53"71                  |
| 800 m | Tess Kirsopp-Cole                                                  | 2'04"63     | Claudia Hollingsworth                                                          | 2'04"79                | Holly Manning                                                              | 2'06"35                |
| 1 500 m | Claudia Hollingsworth                                              | 4'12"33     | Abbey Caldwell                                                                 | 4'12"62                | Jaylah Hancock-Cameron                                                     | 4'25"11                |
| 5 000 m | Paige Campbell                                                     | 16'07"56    | Nathania Tan                                                                   | 19'31"01               | Ongan Awa                                                                  | 19'58"68               |
| 10 000 m | Nathania Tan                                                       | 41'15"60    | Medaglie non assegnate                                                         | Medaglie non assegnate | Medaglie non assegnate                                                     | Medaglie non assegnate |
| Marcia 5 000 m | Courtney Ruske                                                     | 25'02"84    | Medaglie non assegnate                                                         | Medaglie non assegnate | Medaglie non assegnate                                                     | Medaglie non assegnate |
| Marcia 10 000 m | Jemima Montag                                                      | 44'18"86    | Rebecca Henderson                                                              | 45'31"41               | Katie Hayward                                                              | 46'14"77               |
| Corse a ostacoli |                                                                    |             |                                                                                |                        |                                                                            |                        |
| 100 m hs | Celeste Mucci                                                      | 12"75       | Michelle Jenneke                                                               | 12"95                  | Abbie Taddeo                                                               | 13"05                  |
| 400 m hs | Sarah Carli                                                        | 55"98       | Brodee Mate                                                                    | 58"82                  | Isabella Guthrie                                                           | 59"22                  |
| 3 000 m siepi | Brielle Erbacher                                                   | 9'57"60     | Cara Feain-Ryan                                                                | 9'59"67                | Medaglia non assegnata                                                     | Medaglia non assegnata |
| Salti |                                                                    |             |                                                                                |                        |                                                                            |                        |
| Salto con l'asta | Olivia McTaggart                                                   | 4,50 m      | Imogen Ayris                                                                   | 4,40 m                 | Jamie Scroop                                                               | 4,00 m                 |
| Salto in alto | Erin Shaw                                                          | 1,85 m      | Keeley O'Hagan                                                                 | 1,82 m                 | Emily Whelan                                                               | 1,76 m                 |
| Salto in lungo | Tomysha Clark                                                      | 6,38 m      | Samantha Dale                                                                  | 6,31 m                 | Mariah Ririnui                                                             | 6,20 m                 |
| Salto triplo | Kayla Cuba                                                         | 13,56 m     | Desleigh Owusu                                                                 | 13,30 m                | Chloe Grenade                                                              | 12,76 m                |
| Lanci |                                                                    |             |                                                                                |                        |                                                                            |                        |
| Getto del peso | Atamaama Tu'utafaiva                                               | 16,29 m     | Lyvante Su'emai                                                                | 15,27 m                | Emma Berg                                                                  | 15,05 m                |
| Lancio del disco | Taryn Gollshewsky                                                  | 57,39 m     | Tatiana Kaumoana                                                               | 54,20 m                | Lyvante Su'emai                                                            | 52,80 m                |
| Lancio del martello | Nicole Bradley                                                     | 67,99 m     | Lauren Bruce                                                                   | 67,90 m                | Alexandra Hulley                                                           | 67,11 m                |
| Lancio del giavellotto | Mackenzie Little                                                   | 63,18 m     | Tori Peeter                                                                    | 60,68 m                | Kelsey-Lee Barber                                                          | 60,63 m                |
| Prove multiple |                                                                    |             |                                                                                |                        |                                                                            |                        |
| Eptathlon | Taneille Crase                                                     | 5945 p.     | Christina Ryan                                                                 | 5282 p.                | Alysha Burnett                                                             | 4521 p.                |
| Staffette |                                                                    |             |                                                                                |                        |                                                                            |                        |
| 4×100 m | Australia Ella Connolly Bree Masters Monique Quirk Naa Anang       | 44"06       | Nuova Zelanda Talia van Rooyen Brooke Somerfield Amy Robertson Marielle Venida | 47"33                  | Medaglia non assegnata                                                     | Medaglia non assegnata |
| 4×400 m | Nuova Zelanda Camryn Smart Georgia Hulls Rosie Elliott Isabel Neal | 3'35"03     | Australia "A" Sarah Carli Jessica Thornton Jasmin Guthrie Helen Pretorius      | 3'37"62                | Australia "B" Ilana Grandine Tess Kirsopp-Cole Genevieve Cowie Brodee Mate | 3'39"25                |
| record mondiale; record mondiale stagionale; record oceaniano; record dei campionati; record nazionale; record personale; record personale stagionale. |                                                                    |             |                                                                                |                        |                                                                            |                        |

## Medagliere
| Posiz. | Nazione                       | Oro | Argento | Bronzo | Totale |
| ------ | ----------------------------- | --- | ------- | ------ | ------ |
| 1      | Australia                     | 32  | 25      | 26     | 83     |
| 2      | Nuova Zelanda                 | 11  | 14      | 4      | 29     |
| 3      | Isole Marianne Settentrionali | 1   | 1       | 0      | 2      |
| 4      | Figi                          | 1   | 0       | 1      | 2      |
| 5      | Tonga                         | 1   | 0       | 0      | 1      |
| 6      | Papua Nuova Guinea            | 0   | 2       | 7      | 9      |
| 7      | Vanuatu                       | 0   | 0       | 1      | 1      |
| 7      | Isole Cook                    | 0   | 0       | 1      | 1      |
| Totale | Totale                        | 46  | 42      | 40     | 128    |